# Pega Pega
Pega Pega è una telenovela brasiliana creata da Claudia Souto, prodotta e trasmessa su TV Globo dal 6 giugno 2017 all'8 gennaio 2018.

## Interpreti e personaggi
| Attore/Attrice      | Personnagio                   |
| ------------------- | ----------------------------- |
| Camila Queiroz      | Luíza Guimarães               |
| Mateus Solano       | Eric Ribeiro                  |
| Nanda Costa         | Sandra Helena                 |
| Thiago Martins      | Júlio                         |
| Vanessa Giácomo     | Antônia                       |
| Marcos Caruso       | Pedro Guimarães (Pedrinho)    |
| Marcelo Serrado     | Vitor Aguiar (Malagueta)      |
| João Baldasserini   | Agnaldo                       |
| Irene Ravache       | Sabine Favre                  |
| Mariana Santos      | Maria Pia Camargo             |
| Marcos Veras        | Domenico                      |
| Valentina Herszage  | Elizabeth Ribeiro (Bebeth)    |
| Nicette Bruno       | Elza                          |
| Cristina Pereira    | Maria dos Prazeres (Prazeres) |
| Elizabeth Savalla   | Arlete                        |
| Rodrigo Fagundes    | Nelito                        |
| Guilherme Weber     | Douglas                       |
| Milton Gonçalves    | Cristovão                     |
| Danton Mello        | Borges                        |
| Dani Barros         | Tereza Borges                 |
| Jaffar Bambirra     | Márcio Borges                 |
| Reginaldo Faria     | Athaíde Camargo               |
| Ângela Vieira       | Lígia Camargo                 |
| Paulo Vilhena       | Evandro                       |
| Rômulo Neto         | Lourenço                      |
| Bernardo Marinho    | Wanderley                     |
| Ícaro Silva         | Dílson                        |
| Marcelo Escorel     | Delegado Siqueira             |
| Márcio Kieling      | Adriano                       |
| Cacá Amaral         | Timóteo                       |
| Jeniffer Nascimento | Tânia                         |
| Sérgio Menezes      | Sérgio                        |
| Álamo Facó          | Matias                        |
| Edmilson Barros     | Aníbal                        |
| Lucci Ferreira      | Cássio                        |
| Thiaré Maia         | Natália                       |
| Virgínia Rosa       | Madalena                      |
| Pedro Cassiano      | Xavier                        |
| Beto Vandesteen     | Chef D’Angelo                 |
| Bruna Spínola       | Cíntia                        |
| David Junior        | Dom Favre                     |
| Edvana Carvalho     | Dulcina                       |
| Isabela Lima        | Ingrid                        |
| Rômulo Delduque     | Renato                        |
| Gabriel Sanches     | Rubia/Flávio                  |
| Júlia Lund          | Mônica                        |
| Luís Navarro        | Leonardo                      |
| Natasha Sierra      | Margot                        |
| Rafhaela Castro     | Gilda                         |
| Fábio Felipe        | Expedito                      |
| Rodrigo Mathias     | Murilo                        |
| Ana Isabela Godinho | Nina                          |
| Zecarlos Moreno     | Otávio                        |
| Bruno Nunes         | Elias                         |
| Regiana Antonini    | Neide                         |
| Marina Rigueira     | Mirella Ribeiro               |
| Leandra Caetano     | Drica                         |
| Gilberto Marmorosch | Gilmar                        |